# Episodi di Mai dire sì (prima stagione)
La prima stagione della serie televisiva Mai dire sì, composta da 22 episodi, è andata in onda per la prima volta negli Stati Uniti dal 1º ottobre 1982 al 12 aprile 1983 sulla NBC.
In Italia è stata trasmessa in prima visione da Rete 4 nel 1984.
| nº | Titolo originale                   | Titolo italiano              | Prima TV USA     | Prima TV Italia |
| -- | ---------------------------------- | ---------------------------- | ---------------- | --------------- |
| 1  | License to Steele                  | Troppo bello per essere vero | 1º ottobre 1982  |                 |
| 2  | Tempered Steele                    | Morte di un amico            | 8 ottobre 1982   |                 |
| 3  | Steele Waters Run Deep             | L'amico scomparso            | 22 ottobre 1982  | 15 aprile 1984  |
| 4  | Signed, Steeled and Delivered      | L'uomo computer              | 29 ottobre 1982  |                 |
| 5  | Thou Shalt Not Steele              | Settimo: non rubare          | 5 novembre 1982  | 29 aprile 1984  |
| 6  | Steele Belted                      | Libertà provvisoria          | 12 novembre 1982 | 1º aprile 1984  |
| 7  | Etched in Steele                   | Delitto o suicidio           | 19 novembre 1982 |                 |
| 8  | You're Steele the One for Me       | Il terzo uomo                | 26 novembre 1982 |                 |
| 9  | In the Steele of the Night         | Il delitto perfetto          | 3 dicembre 1982  |                 |
| 10 | Steele Trap                        | I giardini del diavolo       | 10 dicembre 1982 | 27 maggio 1984  |
| 11 | Steeling the Show                  | Vecchie glorie               | 7 gennaio 1983   |                 |
| 12 | Steele Flying High                 | Il mistero dell'aquila       | 14 gennaio 1983  |                 |
| 13 | A Good Night's Steele              | Chi dorme non piglia pesci   | 21 gennaio 1983  |                 |
| 14 | Hearts of Steele                   | Cuori d'acciaio              | 28 gennaio 1983  |                 |
| 15 | To Stop a Steele                   | Attenti al cane              | 11 febbraio 1983 | 1º luglio 1984  |
| 16 | Steele Crazy After All These Years | Fuochi d'artificio           | 18 febbraio 1983 |                 |
| 17 | Steele Among the Living            | Il colore della gelosia      | 25 febbraio 1983 |                 |
| 18 | Steele in the News                 | Indice d'ascolto             | 4 marzo 1983     |                 |
| 19 | Vintage Steele                     | Omicidio d'annata            | 15 marzo 1983    |                 |
| 20 | Steele's Gold                      | La febbre dell'oro           | 22 marzo 1983    |                 |
| 21 | Sting of Steele                    | Gioco d'azzardo              | 5 aprile 1983    |                 |
| 22 | Steele in Circulation              | Salto nel vuoto              | 12 aprile 1983   |                 |

## Troppo bello per essere vero
- Titolo originale: '
- Diretto da:
- Scritto da:

## Morte di un amico
- Titolo originale: '
- Diretto da:
- Scritto da:

## L'amico scomparso
- Titolo originale: '
- Diretto da:
- Scritto da:

## L'uomo computer
- Titolo originale: '
- Diretto da:
- Scritto da:

## Settimo: non rubare
- Titolo originale: '
- Diretto da:
- Scritto da:

## Libertà provvisoria
- Titolo originale: '
- Diretto da:
- Scritto da:

## Delitto o suicidio
- Titolo originale: '
- Diretto da:
- Scritto da:

## Il terzo uomo
- Titolo originale: '
- Diretto da:
- Scritto da:

## Il delitto perfetto
- Titolo originale: '
- Diretto da:
- Scritto da:

## I giardini del diavolo
- Titolo originale: '
- Diretto da:
- Scritto da:

## Vecchie glorie
- Titolo originale: '
- Diretto da:
- Scritto da:

## Il mistero dell'aquila
- Titolo originale: '
- Diretto da:
- Scritto da:

## Chi dorme non piglia pesci
- Titolo originale: '
- Diretto da:
- Scritto da:

## Cuori d'acciaio
- Titolo originale: '
- Diretto da:
- Scritto da:

## Attenti al cane
- Titolo originale: '
- Diretto da:
- Scritto da:

## Fuochi d'artificio
- Titolo originale: '
- Diretto da:
- Scritto da:

## Il colore della gelosia
- Titolo originale: '
- Diretto da:
- Scritto da: